# Stictolelaps stigmatus
Stictolelaps stigmatus är en stekelart som beskrevs av Timberlake 1925. Stictolelaps stigmatus ingår i släktet Stictolelaps och familjen puppglanssteklar. Inga underarter finns listade i Catalogue of Life.